# ビービースラッガー
ビービースラッガー（BB SLUGGER）は、日本たばこ産業（JT）が製造・販売していたたばこのブランド。
最近の新製品としては珍しいソフトパックで高めのタールの銘柄。この製品が発売された頃からJTは積極的に製品を地域限定で投入して、販売動向を踏まえて全国発売をしていった。結果、この銘柄は2005年2月販売中止となった。
JT商品グループ・アシスタントブランドマネージャーの横川裕章によると、愛煙家のためのたばこを意識し「濃厚な味と香り、抜群の吸いやすさ」を意識して開発。名称はバーボン・バレル・スラッガーの略で、酒樽を打ち壊すようなタフでワイルドな男のイメージが付けられている。